# Cantó d'Aràmits
El cantó d'Aràmits és un cantó francès del departament dels Pirineus Atlàntics, situat al districte d'Auloron. Té sis municipis i el cap és Aràmits.

## Municipis
- Ansa
- Aràmits
- Areta
- Hiars
- Issòr
- Lana de Varetons

| Data d'elecció                           | Identitat        | Partit        | Qualitat |
| ---------------------------------------- | ---------------- | ------------- | -------- |
| 1973-2004                                | Louis Althapé    | RPR           |          |
| 2004-                                    | Pierre Casabonne | Divers droite |          |
| les dades anteriors no són pas conegudes |                  |               |          |
|                                          |                  |               |          |